# Oda Kazuma

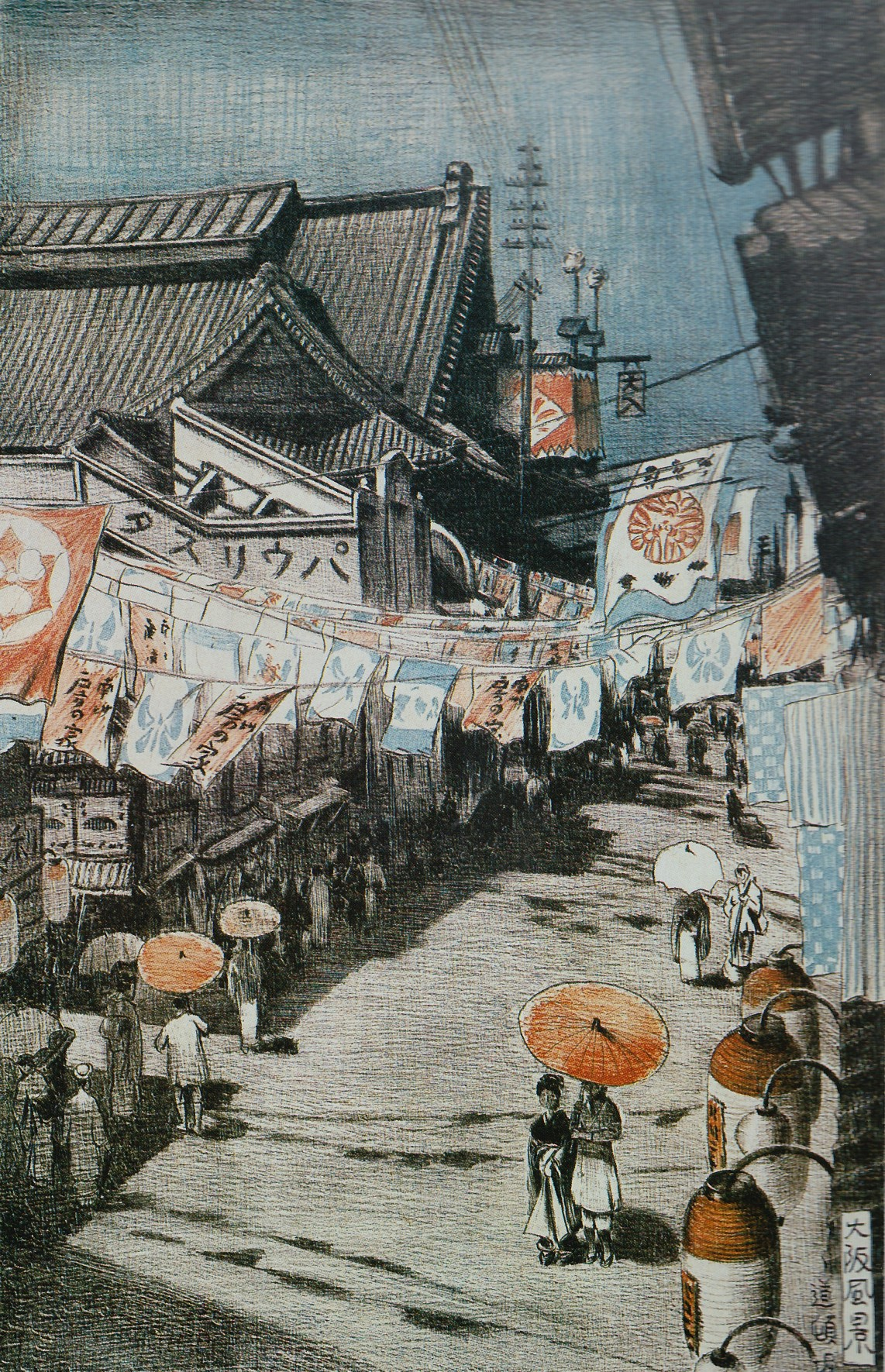
Dotombori (Ōsaka), 1916

Oda Kazuma (japanisch 織田 一磨; geboren am 11. November 1882 in Tokio; gestorben 8. März 1956) war ein japanischer Maler.

## Leben und Werk
1898 ging die ganze Familie nach Ōsaka, wo Kazumas älterer Bruder eine Lithographie-Werkstatt betrieb. So erlernte Kazuma diese Technik von seinem Bruder und von Kaneko Masajirō. 1899 erhielt er auf einer Ausstellung in Kyoto (京都新古美術品店, Kyōto shi-ko bijutsuhin-ten) mit dem Druck „Kirschblüte betrachten“ (観桜, Kan’ō) einen ersten Preis. 1903 ging er nach Tokyo und studierte Drucktechniken in verschiedenen Werkstätten. Auf der Ausstellung der Tomoe-kai (巴会) 1905 und der 1. Bunten im Jahr 1907 zeigte er Aquarelle. 1908 wurde er Mitglied der Literarisch-künstlerischen Zeitschrift Hōsun (方寸) und wandte sich nun dem kreativen Holzschnitt zu. Zur selben Zeit nahm er an den Zusammentreffen junger Literaten und Künstler teil, die sich als Pan-no-kai trafen. Schließlich entschied er sich ganz für die selbst produzierte Lithographie. 
Von 1916 bis 1919 schuf er die Serien „Ansichten von Tokio“ (東京風景, Tōkyō fūkei) und „Ansichten von Ōsaka“ (大阪風景, Ōsaka fūkei). 1918 beteiligte er sich an der Gründung der „Japanischen Gesellschaft für kreativen Druck“ (日本創作版画協会, Nihon sōsaku hanga kyōkai), und 1924 beteiligte er sich am Bildung der „Gesellschaft für westlichen Holzschnitt“ (洋風版画会, Yōfū hanga-kai). 
Nach dem Zweiten Weltkrieg wurde er Jury-Mitglied der Nitten-Ausstellung und stellte von 1951 bis 1955 dort auch aus.
Als Lithograph nimmt er eine Sonderstellung unter den Künstlern des Kunstdruckes ein.

## Bilder

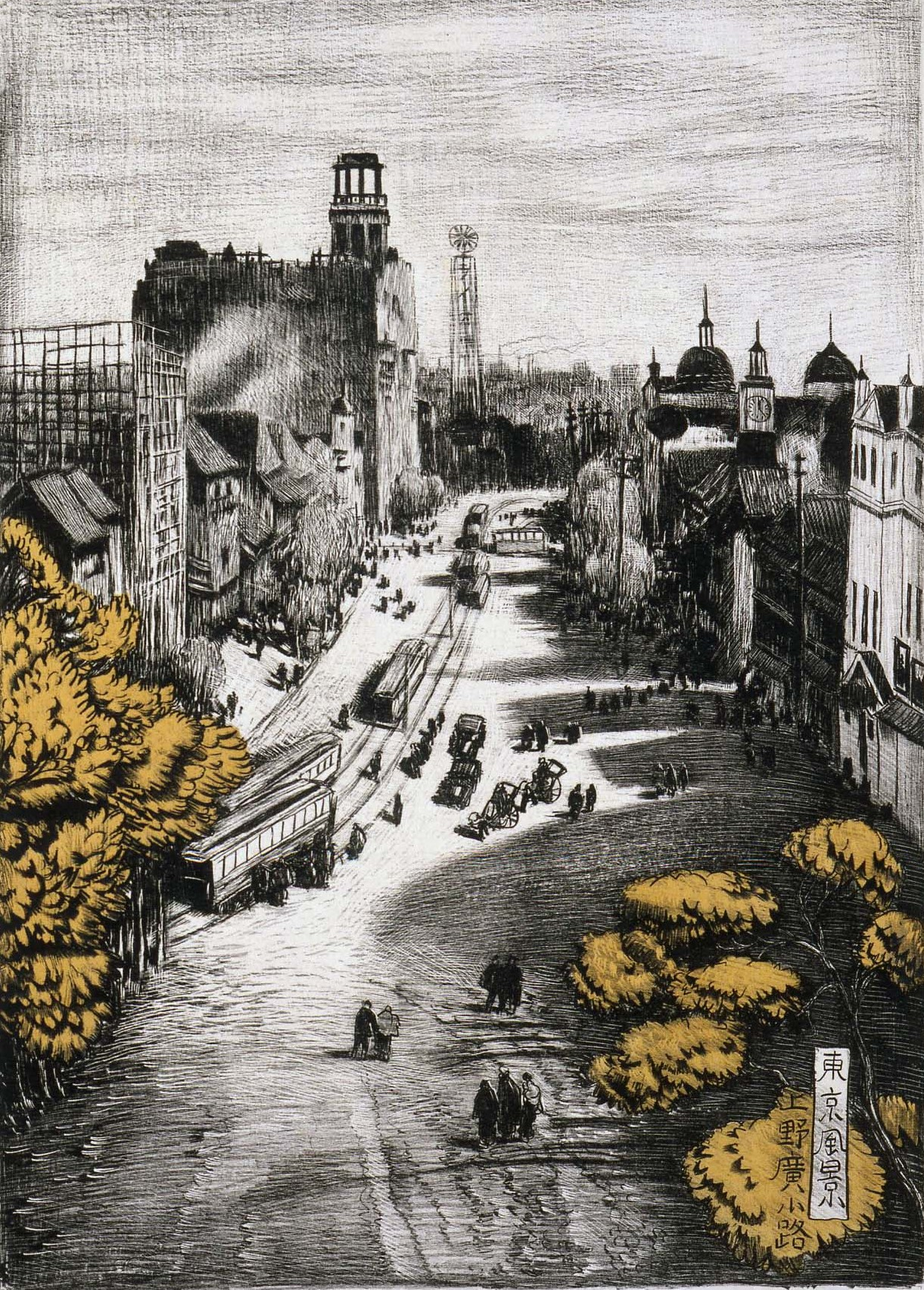
Ueno Hirokoji, 1916
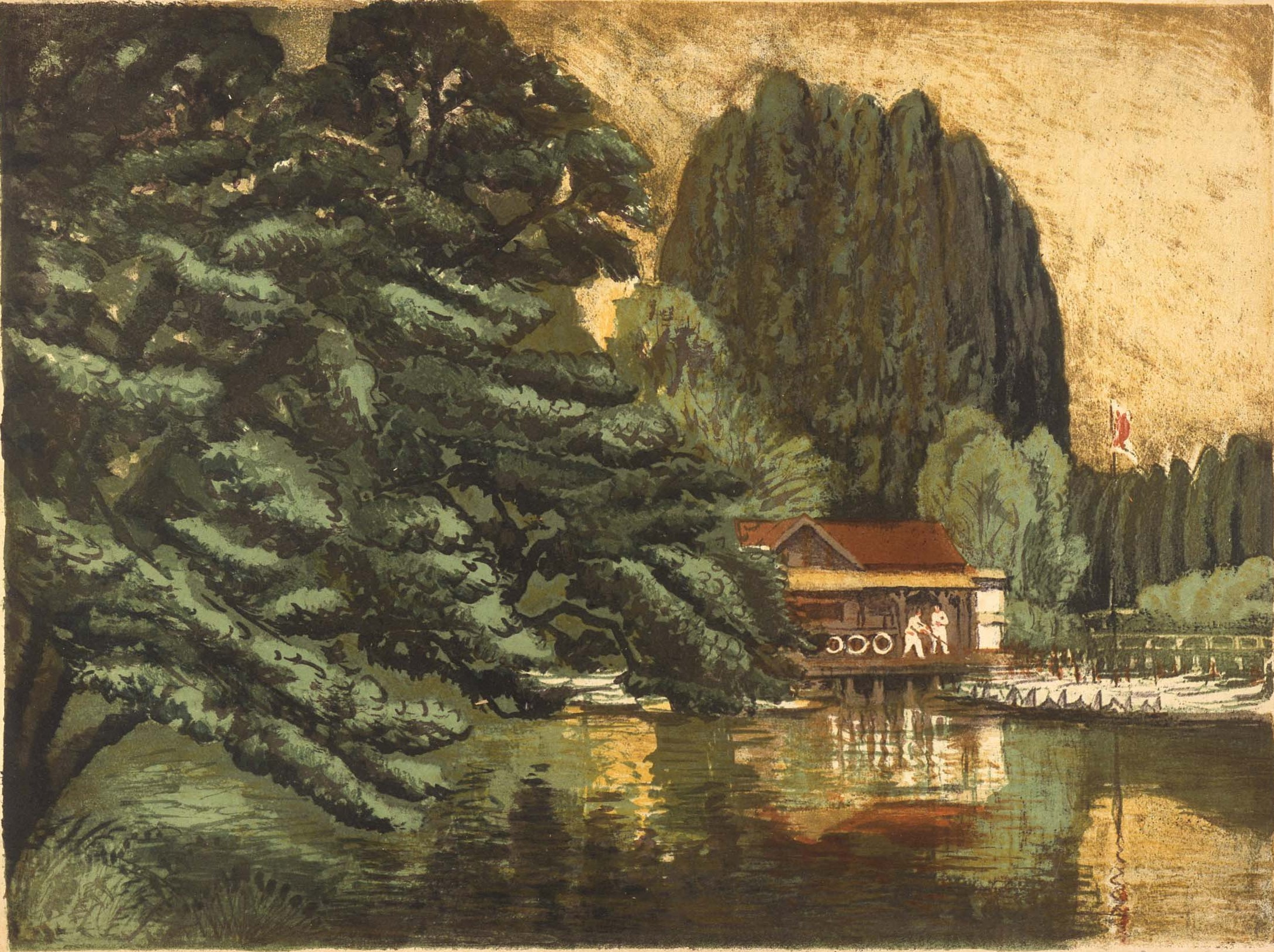
Inokashira-Teich, 1919
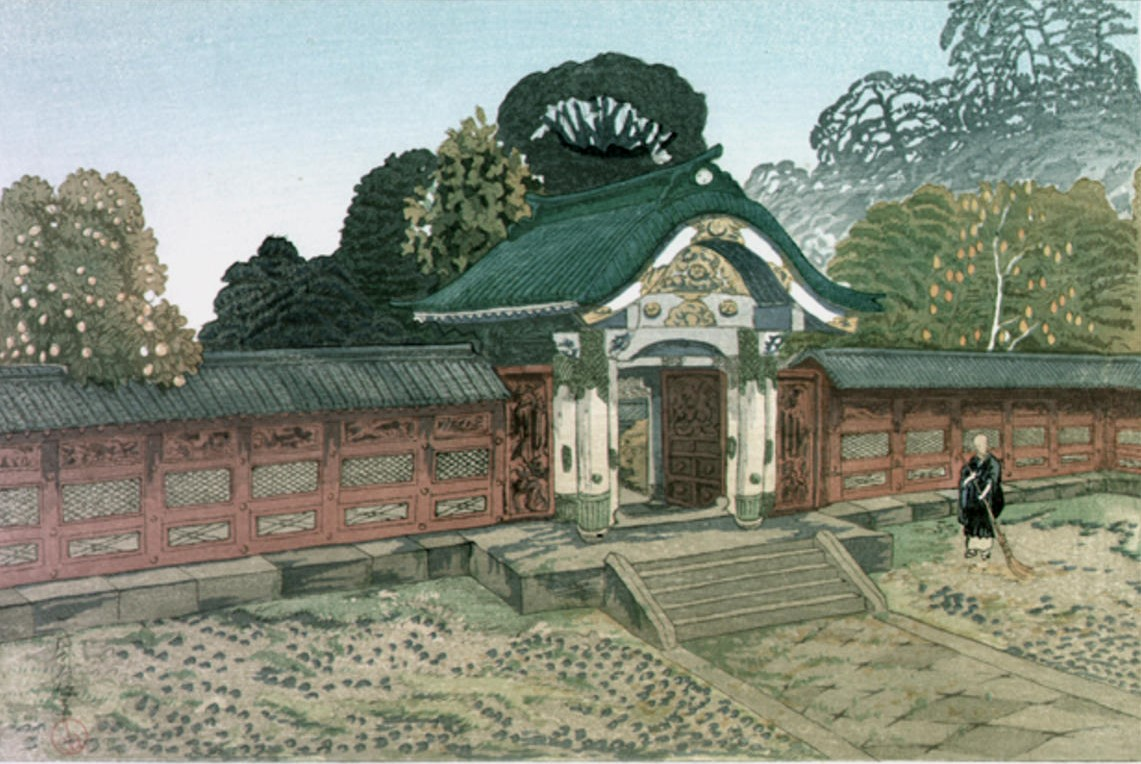
Mausoleum in Shiba, 1930
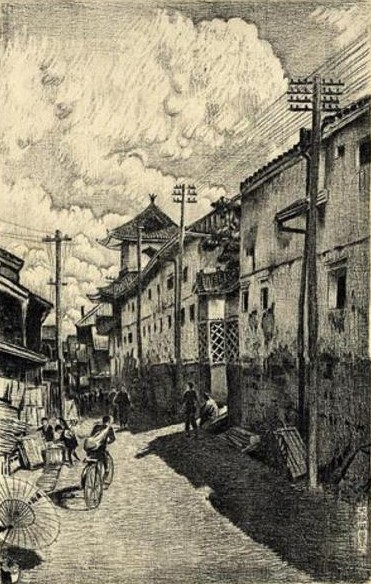
Tsumura-betsuin (Osaka), 1918[A 2]
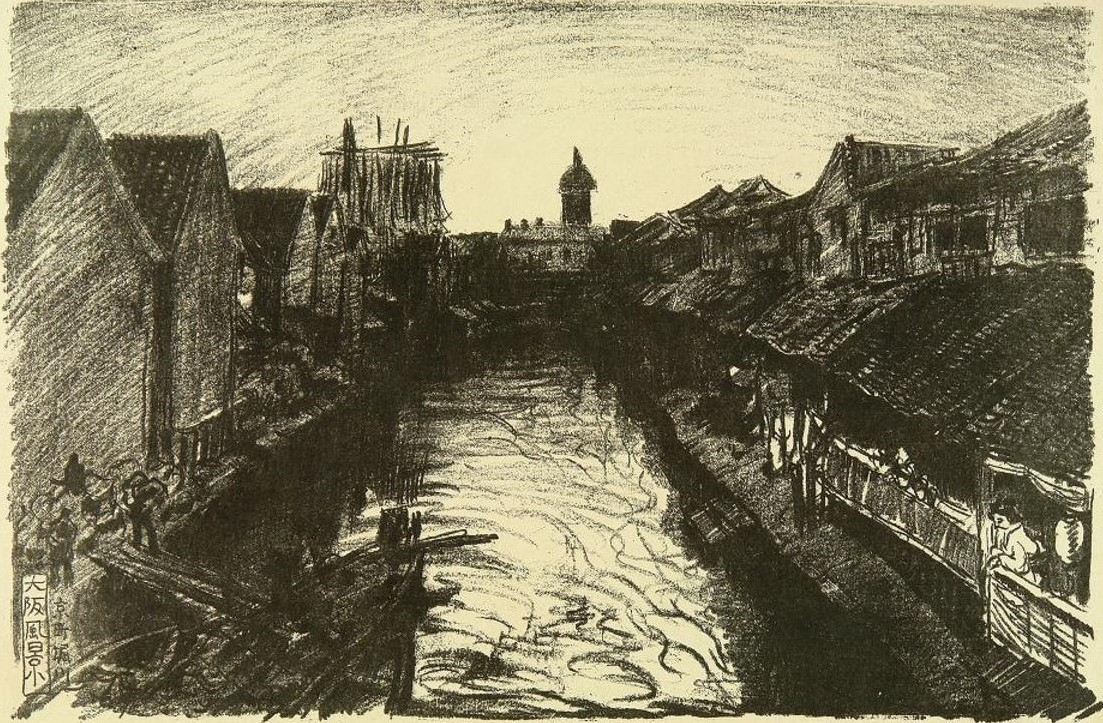
Kyomachi Horikawa (Osaka), 1919